# 2008 ASP Régions
Pour un article plus général, voir 2008 ASP World Tour.
Cet article a pour objet de faire le point dans chaque région de l'ASP des compétitions qui s'y déroule.

## ASP Australasia
L'ASP Australasia tient compte en WQS de toutes les épreuves du calendrier dans le monde entier, mais ne classe que les concurrents de sa région.

### WQS
| Hommes |                   |  |
| 1      | Chris Davidson    |  |
| 2      | Michel Bourez     |  |
| 3      | Josh Kerr         |  |
| 4      | Nic Muscroft      |  |
| 5      | Phillip MacDonald |  |

| Femmes |                   |  |
| 1      | Sally Fitzgibbons |  |
| 2      | Rebecca Woods     |  |
| 3      | Jessi Miley-Dyer  |  |
| 4      | Paige Hareb       |  |
| 5      | Stephanie Gilmore |  |

### Juniors
| Hommes |                |  |
| 1      | Stuart Kennedy |  |
| 2      | Heath Joske    |  |
| 3      | Tamaora McComb |  |
| 4      | Jayke Sharp    |  |
| 5      | Lincoln Taylor |  |

| Femmes |                   |  |
| 1      | Sally Fitzgibbons |  |
| 2      | Tyler Wright      |  |
| 3      | Laura Enever      |  |
| 4      | Paige Hareb       |  |
| 5      | Kirstie Jones     |  |

## ASP Europe
L'ASP Europe prend en compte les compétitions et compétiteur de sa zone de compétence c'est-à-dire les pays européens et leurs dépendances .

Voir aussi pour plus de details : ASP Europe

### WQS
| Hommes |               |  |
| 1      | Tim Boal      |  |
| 2      | Michel Bourez |  |
| 3      | Marlon Lipke  |  |
| 4      | Glenn Hall    |  |
| 5      | Tiago Pires   |  |

| Femmes |                  |  |
| 1      | Justine Dupont   |  |
| 2      | Pauline Ado      |  |
| 3      | Marie Dejean     |  |
| 4      | Amandine Sanchez |  |
| 5      | Caroline Sarran  |  |

### Juniors
| Hommes |                  |     |
| 1      | Maxime Huscenot  | REU |
| 2      | Medi Veiminardi  | REU |
| 3      | Marc Lacomare    |     |
| 4      | Jatyr Berusaluce | EUK |
| 5      | PV Laborde       |     |

| Femmes |                 |  |
| 1      | Alzé Arnaud     |  |
| 2      | Lee-Ann Curren  |  |
| 3      | Pauline Ado     |  |
| 4      | Justine Dupont  |  |
| 5      | Cannelle Bulard |  |

## ASP North America
L'ASP North America tient compte en WQS uniquement des épreuves Nord américaine, mais classe tous les concurrents participants.

### WQS
| Hommes |                   |  |
| 1      | Patrick Gudauskas |  |
| 2      | Nathaniel Curran  |  |
| 3      | Shaun Ward        |  |
| 4      | Brett Simpson     |  |
| 5      |                   |  |

| Femmes |                   |  |
| 1      | Malia Manuel      |  |
| 2      | Coco Ho           |  |
| 3      | Sally Fitzgibbons |  |
| 4      | Stephanie Gilmore |  |
| 5      | Sofia Mulanovich  |  |